# Long Bay (Bucht von Antigua)
Die Long Bay ist eine Bucht an der Nordostküste der Karibikinsel Antigua. Bekannt ist sie insbesondere wegen ihres Strands, der Grand Pinapple Beach (Long Bay Beach).

## Lage und Landschaft
Die Long Bay liegt im äußersten Osten der Insel, an der atlantischen Nordost-Küste. Sie ist eine leichte Einbuchtung auf der Spitze der nördlichen der beiden Halbinseln der Nonsuch Bay, und öffnet sich nach Norden. Im weiteren Sinne erstreckt sie sich von der Landspitze  Dums Point westwärts bis etwa vor Crump Island, wobei sie die eigentliche Bucht mit dem Strand und die kleine Laurys Bay westlich davon umfasst. Etwa 300 Meter vor der Küste beginnt die flache Riffzone, vor der Laurys Bay bildet sich noch ein kleines Inselchen.
Long Bay Beach selbst, auch Grand Pinapple Beach genannt, ist ein etwa 300 Meter langer Sandstrand, wie die meisten Strände Antiguas reinweiß.
Entlang der Bucht erstreckt sich die Ortslage Long Bay, die aus mehreren Hotelkomplexen und einigen Privathäusern gebildet wird.

## Nutzung und Naturschutz
Long Bay Beach ist einer der schönsten Strände der Nordostküste. Trotz der Hotelanlagen wird er auch von den Einheimischen gerne genutzt und ist besonders für die Strandverkäuferinnen bekannt.
1988 wurde der Strand – mit sieben anderen – von der Regierung als für private Erschließung gesperrt erklärt (“to remain undeveloped”). Seit 2006 gehört die Bucht zum North East Marine Management Area (NEMMA, 78 km²), einem recht unspezifisches Schutzgebiet des Inselgebiets vor der Nordost- und Ostküste, dort wird sie vermutlich als touristische Entwicklungszone verankert.
Die großen Hotelanlagen (das Grand Pineapple Beach Resort,  das Long Bay Hotel wurde jüngst geschlossen) müssen aufgrund der Unterschutzstellung mit ihrer Infrastruktur (Liegeplätzen, Bars) im hinteren Teil des Strands bleiben. Eine Bar (Beach House) ist für Nicht-Hotelgäste zugänglich.
Die Long Bay gilt als beliebtes Schnorchelgebiet, es gibt Verleih vor Ort.
Da die Bucht dem freien Atlantik gegenüber weitgehend ungeschützt liegt, ist sie besonders von Landverlust betroffen.